# 鈴木茂 (哲学者)
鈴木 茂（すずき しげる、1928年3月20日 - 1987年9月21日）は、日本の哲学者。

## 経歴
横浜市生まれ。1945年3月東海海運局勤務、48年宮城県坂元村立坂元中学校助教諭、1949年京都大学文学部哲学科選科入学、50年横浜市立神橋小学校助教諭、54年京都大学文学部哲学科卒、57年同大学院修士課程修了。59年京都府立山城高等学校教諭、60年京大博士課程満期退学、63年京都府立桂高等学校教諭、1974年松山商科大学経済学部助教授、教授。1986年立命館大学経営学部教授。見田石介に傾倒していた。鈴木茂は妻に先立たれた寂しさを酒で紛らせ入浴中シャワーの下で絶命し数日後に発見された。

## 著書
- 『偶然と必然 弁証法とはなにか』有斐閣選書 1982
- 『鈴木茂論文集』全3巻　文理閣　1989

1 (理性と人間)
2 (唯物論と弁証法)
3 (ヘーゲルの判断論)
- 共著
- 『知識とはなにか』牧野広義、河野勝彦、梅林誠爾、種村完司、岡本伸一共著 青木書店 1984

## 注
1. ↑  『「現代物故者事典」総索引 : 昭和元年～平成23年 2 (学術・文芸・芸術篇)』日外アソシエーツ株式会社、2012年、582頁。
2. ↑  「鈴木茂年譜」『鈴木茂論文集』第3巻